# Labidochromis caeruleus
Labidochromis caeruleus (Latein: „caeruleus“ = himmelblau) ist eine Art der Buntbarsche (Cichlidae). Labidochromis caeruleus wurde 1956 von Fryer beschrieben. Seit 1980 wird er als Zierfisch exportiert und gilt als nicht gefährdet.

## Verbreitung
Labidochromis caeruleus lebt endemisch im nördlichen Teil des Malawisees in Ostafrika und ist dort insbesondere in der Küstenregion von Lion’s Cove und Nkatha Bay beheimatet. Die Fische leben in einer Wassertiefe von 10–40 m in felsiger Umgebung mit Sandboden, wo sie natürliche Verstecke und geeignete Laichplätze finden. Sie zählen zu den Felsencichliden oder Mbuna und werden so von Arten abgegrenzt, die im offenen Wasser zu Hause sind.

## Merkmale
Labidochromis caeruleus weist eine typische Buntbarschgestalt auf, mit einem gestreckten, seitlich abgeflachten Rumpf. Sein Maul ist klein, verhältnismäßig spitz und endständig. Die bei der Erstbeschreibung beschriebene Population ist weißlichblau und besitzt sechs schwach sichtbare, senkrechte Körperbinden. Die Oberkante der Rückenflosse ist weiß, darunter befindet sich ein schwarzes Band. Die untere Hälfte der Afterflosse ist schwarz und weist ein bis zwei kleine gelbe Eiflecke auf. Die Bauchflossen sind schwarz mit weißem Vorderrand. Die vorwiegend in Aquarien gehaltene Farbvariante ist zitronengelb mit tiefschwarzen Rücken-, Brust- und Afterflossen. Sie wird auch „Labidochromis Yellow“, Gelber oder „Goldener Labidochromis“ genannt
Männchen und Weibchen sind monomorph, also nicht oder nur schwer zu unterscheiden. Die Färbung der Brustflossen ist bei den Weibchen häufig etwas heller oder ganz gelb; auch bleiben die ausgewachsenen Weibchen in der Regel etwas kleiner als die Männchen, deren Größe in freier Wildbahn etwa 9 cm, im Aquarium 8–12 cm, maximal 15 cm beträgt.
- Flossenformel: Dorsale XVII–XVIII/8–9, Anale III/7–8.
- Schuppenformel: 31–32 (mLR)

## Fortpflanzung

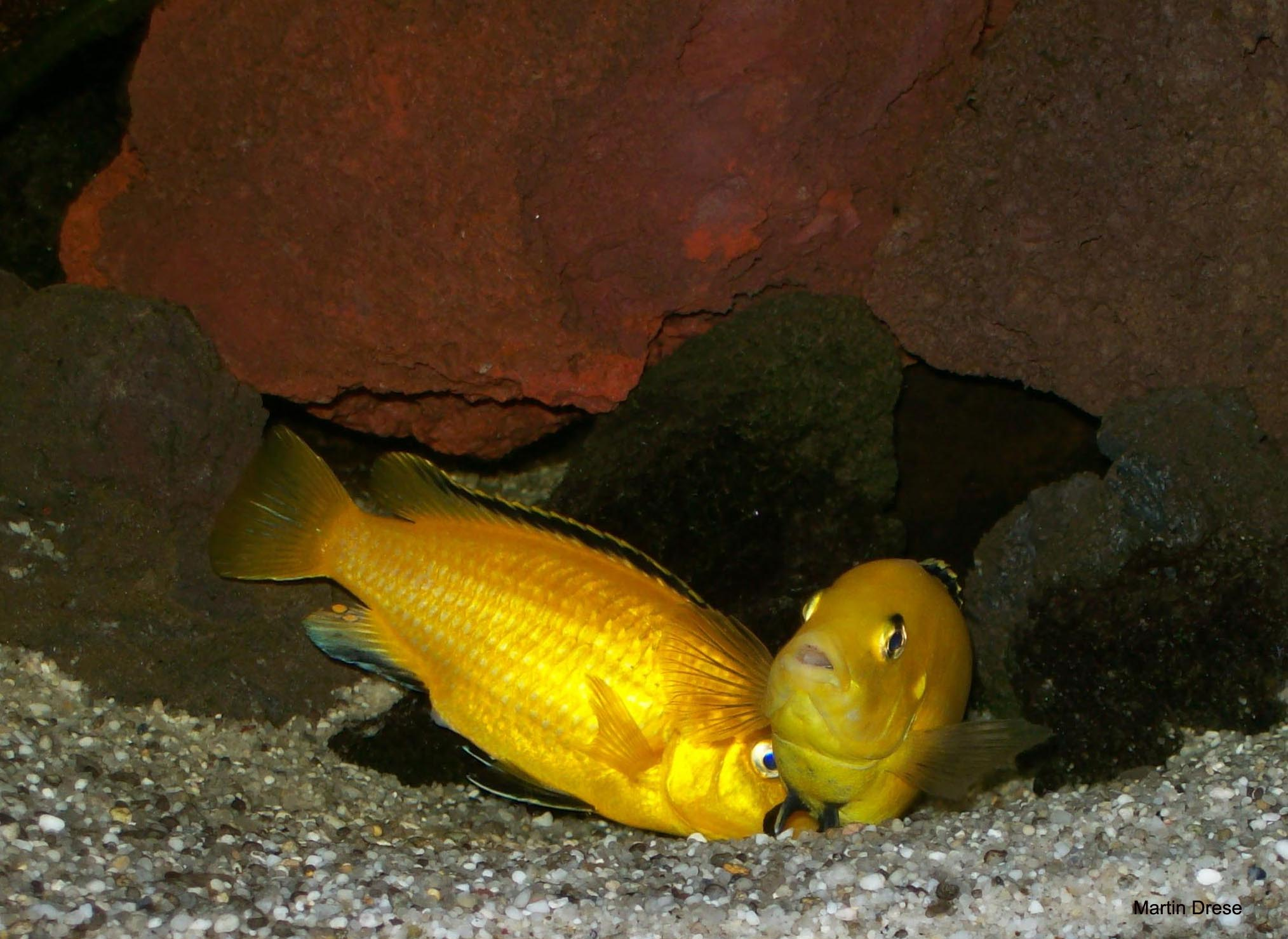
Paarung von Labidochromis spec. „Yellow“

Wie alle Labidochromis sind die Labidochromis caeruleus Maulbrüter, wobei das Weibchen die Brutpflege übernimmt. Zur Paarung bereitet das Männchen eine kleine Grube im Sand vor, wo die Eiablage stattfindet. Direkt danach nimmt das Weibchen zusammen mit den Eiern den Samen auf, so dass die Befruchtung im Maul erfolgt. Die Maulbrutpflege dauert etwa drei Wochen, wobei die Weibchen keine Nahrung zu sich nehmen. Die Anzahl der Jungen beträgt je nach Größe des Weibchens zwischen 5 und 15.

## Aquaristik
Labidochromis caeruleus ist aufgrund seiner leuchtend gelben Färbung und des verhältnismäßig friedfertigen Verhaltens als Aquarienfisch beliebt.